# Pyronema marianum
Pyronema marianum är en svampart som beskrevs av Carus 1835. Pyronema marianum ingår i släktet Pyronema och familjen Pyronemataceae.   Inga underarter finns listade i Catalogue of Life.